# Biblioteca del Trinity College
La Biblioteca del Trinity College de Dublín (en irlandès: Leabharlann Choláiste na Tríonóide) és un servei del Trinity College i la Universitat de Dublín. La seva funció és de dipòsit legal o "biblioteca de drets d'autor", en virtut del qual, els editors d'⁣Irlanda han de dipositar-hi una còpia de totes les seves publicacions, sense cap càrrec.
És l'única biblioteca irlandesa que té aquests drets per a les obres publicades al Regne Unit. La Biblioteca és la llar permanent de l'⁣arpa Brian Boru, que és un símbol nacional d'Irlanda, una còpia de la Proclamació de la República d'Irlanda de 1916 i el Llibre de Kells. Un dels quatre volums del Llibre de Kells s'exposa al públic en un moment donat. Els volums i les pàgines que es mostren es canvien regularment; una nova vitrina instal·lada el 2020 permetrà mostrar totes les pàgines, incloses moltes que no s'han vist en públic durant diverses dècades. Els membres de la Universitat de Dublín també tenen accés a les biblioteques de l'Hospital Universitari Tallaght i a l'Escola d'Ecumènica Irlandesa de Milltown.

## Edificis constitutius
La biblioteca pròpiament dita ocupa diversos edificis, sis dels quals es troben al mateix campus del Trinity College, amb una altra part del Trinity Center a l'Hospital St James, Dublín⁣:
- L'edifici de la biblioteca més antic, ara conegut com l'Antiga Biblioteca, i és l'obra magna de Thomas Burgh. La construcció va començar l'any 1712. Un gran edifici que va trigar vint anys a completar-se en la seva forma original, s'alçava sobre la universitat i la ciutat després de la seva finalització el 1732. Encara avui, envoltat d'edificis d'escala similar, és imponent i domina la vista de la universitat des del carrer Nassau. El Llibre de Kells es troba a l'Antiga Biblioteca, juntament amb el Llibre de Durrow, la Garland of Howth i altres textos antics. També incorpora la sala llarga, la biblioteca antiga és una de les atraccions turístiques més importants d'Irlanda i conté milers de volums rars, i en molts casos molt primerencs. Al segle xviii, la universitat va rebre l'⁣arpa Brian Boru, una de les tres arpes gaèliques medievals supervivents i un símbol nacional d'Irlanda, que ara es troba a la Biblioteca. Dins de l'Antiga Biblioteca hi ha:
  - Primers llibres impresos i col·leccions especials.
  - Manuscrits i arxius.

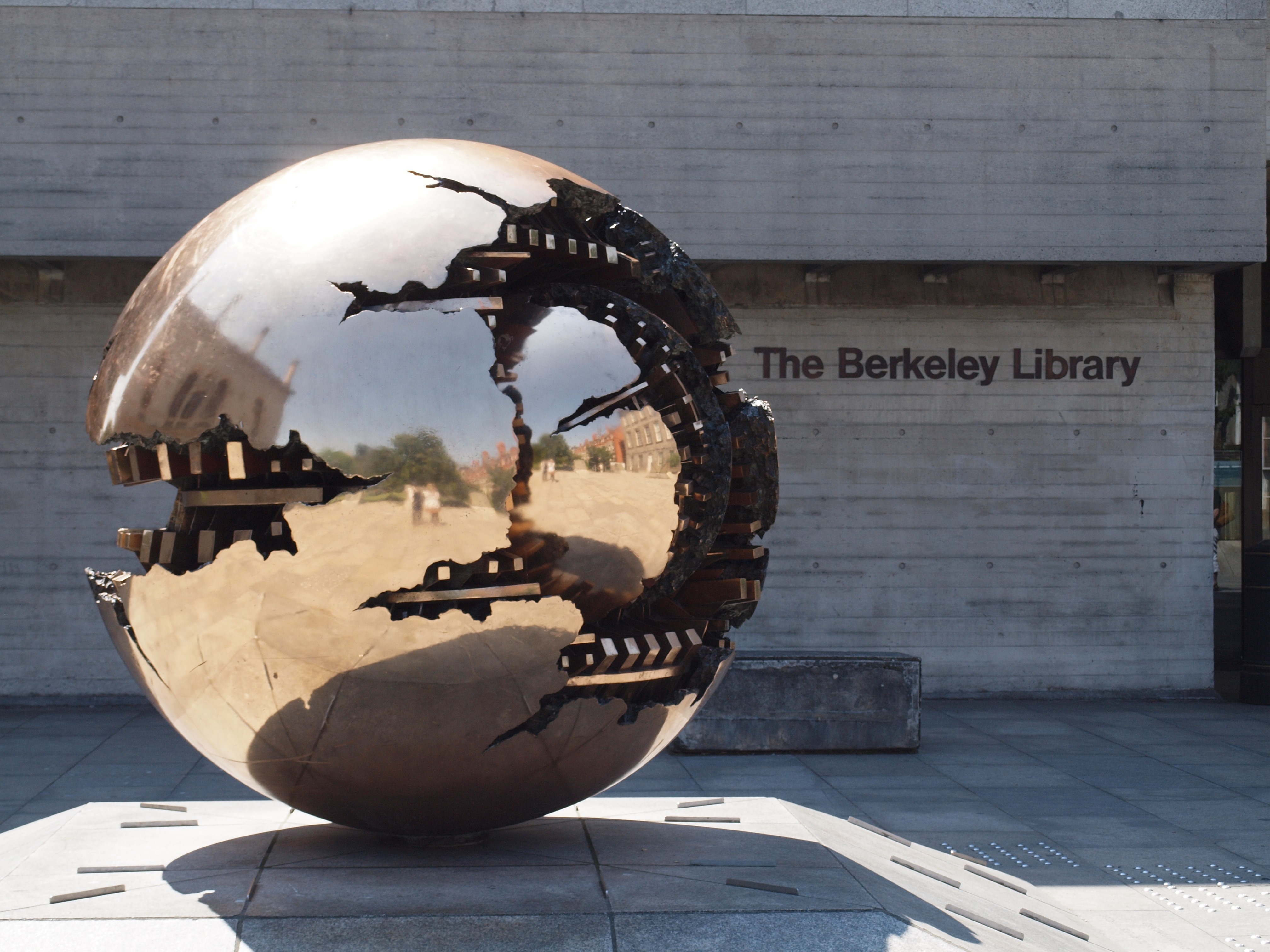
Sfera con Sfera d'Arnaldo Pomodoro a The Berkeley Library

- El complex de biblioteques de Berkeley/Lecky/Ussher (BLU), que incorpora:
  - La biblioteca de Berkeley, a Fellows' Square. Dissenyada per Paul Koralek d'⁣ABK Architects, una imponent estructura brutalista es va inaugurar el 1967.
  - La Biblioteca Lecky, annexa a l'Edifici de les Arts. Dissenyat també per ABK, inaugurat oficialment el 1978.
  - La biblioteca Ussher, amb vista a College Park. Dissenyat per McCullough Mulvin Architects, inaugurat oficialment el 2003.
  - La biblioteca de mapes Glucksman.
  - Departament de Preservació i Conservació.
- La Biblioteca de Ciència i Enginyeria de Hamilton, situada a l'edifici Hamilton.
- La Sala de Lectura de 1937 (per a ús de postgrau).
- La John Stearne Medical Library (JSML), allotjada a l'Hospital St James.

Altres materials es guarden a Stacks, ja sigui en accés tancat dins del College o en un dipòsit de llibres al suburbi de Santry de Dublín.

## Història
La Biblioteca va començar amb la fundació del Trinity College el 1592. El 1661, Henry Jones va presentar-hi el Llibre de Kells, el seu manuscrit més famós. James Ussher (1625–56), arquebisbe d'Armagh, les obres més importants del qual van ser "Veterum Epistolarum Hibernicarum Sylloge" (1632) i "Brittanicarum Ecclesiarum Antiquitates" (1639), va deixar-hi la seva valuosa biblioteca, que comprenia diversos milers de llibres i manuscrits impresos, a la biblioteca. Les seves obres completes van ser publicades per la Biblioteca en vint-i-quatre volums.
El 1801, la Biblioteca va rebre drets de dipòsit legal, la qual cosa la va convertir en l'única biblioteca d'Irlanda que tenia aquests drets per al Regne Unit en aquell moment.

## Estat de biblioteca de dipòsit legal
D'acord amb la Llei de drets d'autor i drets relacionats de la República d'Irlanda de 2000, la Biblioteca té dret, juntament amb la Biblioteca Nacional d'Irlanda i les biblioteques de la Universitat Nacional d'Irlanda, la Universitat de Limerick i la Universitat de la ciutat de Dublín, a rebre una còpia de totes les obres publicades a la República d'Irlanda. Així mateix, a conseqüència de la British Legal Deposit Libraries Act 2003, que continua un dret més antic que data de 1801, la Biblioteca és intitulada, juntament amb la British Library, la Biblioteca Bodleian d'⁣Oxford, la Biblioteca de la Universitat de Cambridge, la Biblioteca Nacional de Gal·les. i la National Library of Scotland, per rebre una còpia a petició de totes les obres publicades al Regne Unit.
Moltes obres ara es reben electrònicament en lloc d'imprimir-se en virtut de les noves regulacions del Regne Unit que van entrar en vigor l'abril de 2013.

## Long Room

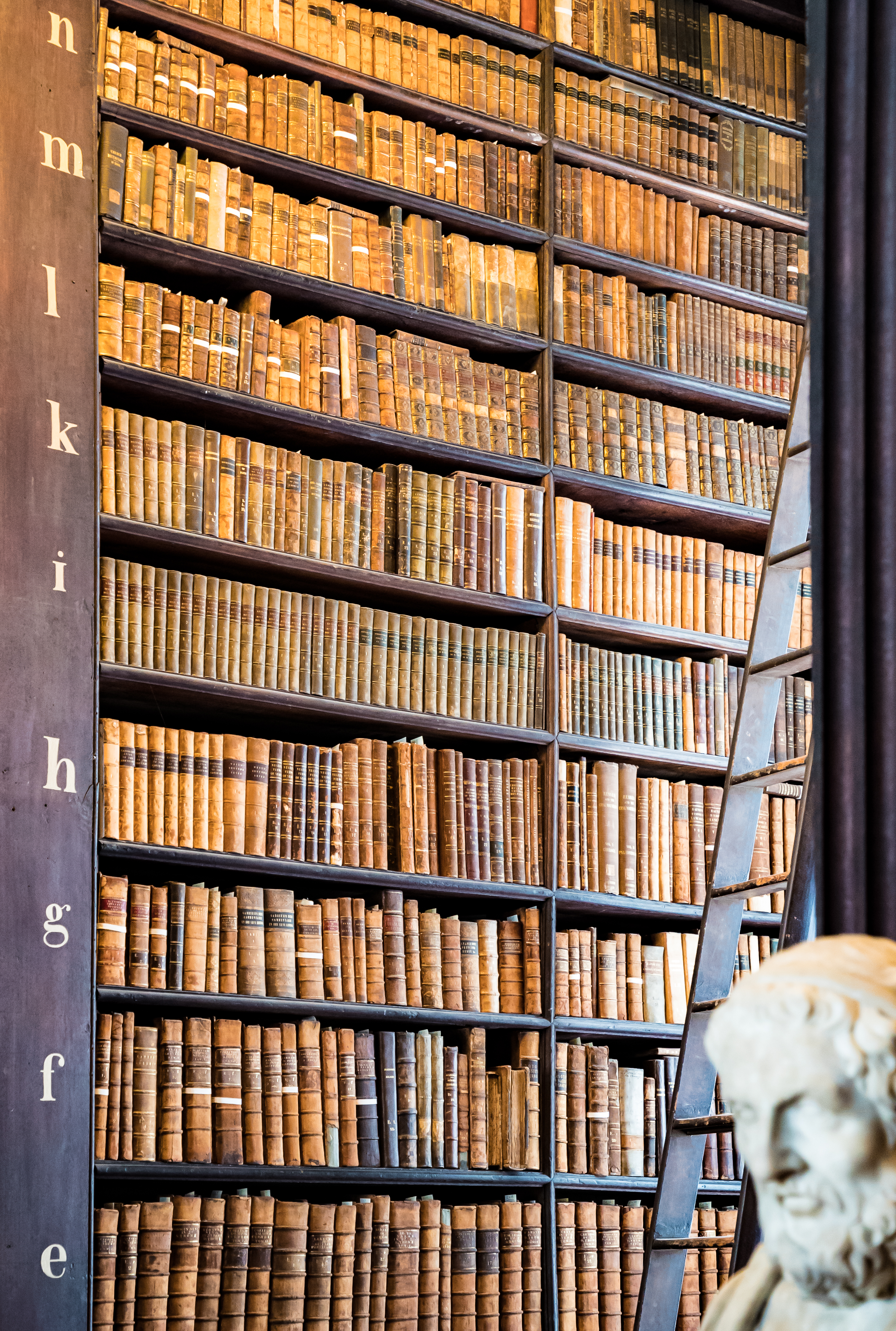
Detall de prestatgeria Long Room

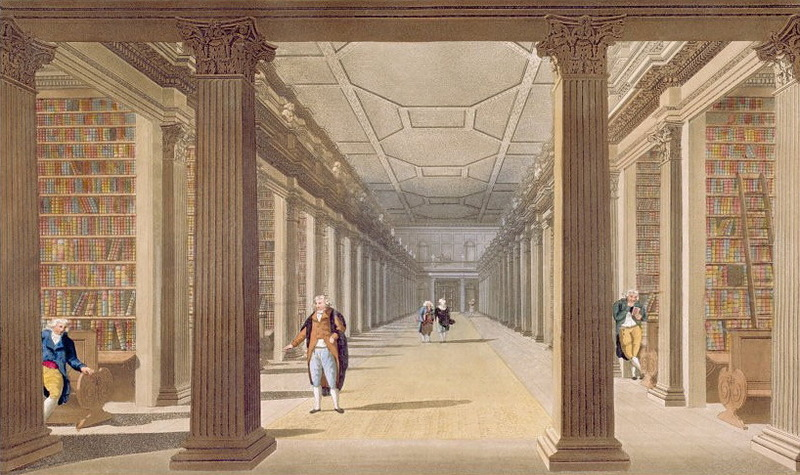
Aquarel·la de Long Room abans que s'aixequés el terrat

La Long Room o Sala Llarga mesura 65 metres de llargada en la part central, i va ser construïda entre 1712 i 1732 acollint 200.000 dels llibres més antics de la Biblioteca. Inicialment, The Long Room tenia un sostre pla, prestatgeries per a llibres només al nivell inferior i una galeria oberta. A la dècada de 1850, la sala va haver d'ampliar-se a mesura que s'omplien les prestatgeries a causa del fet que la Biblioteca havia rebut permís per obtenir una còpia gratuïta de tots els llibres que s'havien publicat a Irlanda i Gran Bretanya. El 1860, el sostre de la Long Room es va aixecar per acollir una galeria superior.
La Sala Llarga està folrada de busts de marbre. La col·lecció de busts de marbre es va formar quan el col·legi va adquirir 14 busts de l'escultor Peter Scheemakers. Molts dels busts són de grans filòsofs, escriptors i homes que van donar suport a la universitat. El bust més destacat de la col·lecció és de l'escriptor Jonathan Swift, creat per Louis François Roubiliac.
El novembre del 2020, el Trinity College va anunciar l'addició de quatre busts de marbre amb dones erudites: Rosalind Franklin, Ada Lovelace, Augusta Gregory i Mary Wollstonecraft. Cal destacar que és "la primera vegada en més d'un segle que Trinity encarrega noves escultures per a la Sala Llarga de l'Antiga Biblioteca". Després de la presentació, l'arxiver de Trinity Helen Shenton va comentar: "Com a primera dona de la Biblioteca en els 428 anys d'història de la universitat, estic especialment encantada de defensar aquesta iniciativa per abordar la desigualtat històrica a la Long Room".
The Long Room també conté una de les darreres còpies restants de la Proclamació de la República d'Irlanda de 1916. Aquesta proclamació va ser llegida per Patrick Pearse prop de l'Oficina General de Correus el 24 d'abril de 1916. Els visitants també poden veure l'⁣arpa del Trinity College (també coneguda com a "arpa Brian Boru⁣") a la sala llarga que és la més antiga d'aquest tipus a Irlanda i que es remunta al segle XV. L'arpa està feta de roure i salze i inclou 29 cordes de llautó.
A partir del 2022, la sala llarga estarà tancada al públic això com també al personal de la biblioteca del Trinity a causa de sotmetre a un tractament de restauració de 90 milions d'euros les instal·lacions, utilitzant 25 milions d'euros de finançament governamental. Es diu que el projecte "ha pres un grau d'urgència després del catastròfic incendi que va destruir la catedral de Notre Dame de París el 2019". En conseqüència, el projecte prioritzarà la modernització de les mesures de control ambiental i de protecció contra incendis.

### En la cultura popular
Els arxius Jedi del Temple Jedi de la pel·lícula Star Wars: Episodi II - L'atac dels clons tenen una semblança sorprenent amb la Long Room de la Biblioteca del Trinity College. Aquesta semblança va provocar controvèrsia, ja que no s'havia demanat permís per utilitzar la semblança de l'edifici a la pel·lícula. Tanmateix, Lucasfilm va negar que la Sala Llarga fos la base dels arxius Jedi, i els funcionaris de la Biblioteca del Trinity College van decidir no emprendre cap acció legal.
A la sèrie de la Fundació, la long Room fou substituïda per una sala de lectura a la capital imperial de Trantor.